# 키스 고든
키스 고든(Keith Gordon, 1961년 2월 3일 ~ )은 미국의 배우이자 영화 감독이다. 뉴욕에서 태어났다. 무신론자 유대인 가정에서 자랐다. 고든은 12세에 브로드웨이 연극 생쥐와 인간을 보면서 배우가 되는 동기가 되었다.

## 참여 작품

### 영화 제작
- 휴전 (1992년 영화)
- 마더 나이트
- 노래하는 탐정

### 배우
- 죠스 2
- 올 댓 재즈 (영화)
- 드레스드 투 킬 (영화)
- 크리스틴 (1983년 영화)
- 백 투 스쿨
- 마이애미의 두 형사
- 아이 러브 트러블
- 덱스터 (드라마)

### TV 감독
- 하우스 (드라마)
- 렉티파이
- 킬링 (드라마)
- 덱스터 (드라마)
- 더 브릿지: 조각 살인마
- 더 스트레인
- 마스터스 오브 섹스
- 간호사 재키
- 레프트오버
- 베터 콜 사울
- 파고 (드라마)
- 리전 (드라마)
- 홈랜드 (드라마)